# Yuta Fujii
Yuta Fujii (藤井 悠太 Fujii Yuta?), född 25 maj 1991 i Saitama prefektur, är en japansk fotbollsspelare.
Fujii började sin karriär 2014 i Omiya Ardija. 2016 flyttade han till Yokohama FC. Han spelade 68 ligamatcher för klubben.